# カットーリカ
カットーリカ（伊: Cattolica）は、イタリア共和国エミリア＝ロマーニャ州リミニ県にある、人口約17,000人の基礎自治体（コムーネ）。

## 地理

### 位置・広がり
リミニ県南東部のコムーネ。ペーザロから西北西へ15km、県都リミニから南東へ18kmの距離にある。

#### 隣接コムーネ
隣接するコムーネは以下の通り。括弧内のPUはペーザロ・エ・ウルビーノ県所属を示す。
- ガビッチェ・マーレ (PU)
- グラダーラ (PU)
- ミザーノ・アドリアーティコ
- サン・ジョヴァンニ・イン・マリニャーノ

### 気候分類・地震分類
カットーリカにおけるイタリアの気候分類 (it) および度日は、zona E, 2165 GGである。
また、イタリアの地震リスク階級 (it) では、zona 2 (sismicità media) に分類される。

## 姉妹都市
- コルティーナ・ダンペッツォ、イタリア
- ホドニーン、チェコ
- サン＝ディエ＝デ＝ヴォージュ、フランス
- Faches-Thumesnil、フランス
- デブレツェン、ハンガリー

## 人物

### 著名な出身者
- マルコ・シモンチェリ - オートバイレーサー。カットーリカ生まれ、コリアーノ育ち